# Kent Johnson
Kent Johnson (* 18. Oktober 2002 in Port Moody, British Columbia) ist ein kanadischer Eishockeyspieler, der seit April 2022 bei den Columbus Blue Jackets in der National Hockey League (NHL) unter Vertrag steht. Der Center wurde im NHL Entry Draft 2021 an fünfter Position von den Blue Jackets ausgewählt und vertrat sein Heimatland bei den Olympischen Winterspielen 2022.

## Karriere
Kent Johnson wurde in Port Moody geboren und spielte in seiner Jugend für regionale Nachwuchsmannschaften in seiner Heimatprovinz British Columbia. Ab 2018 lief er für die Trail Smoke Eaters in der British Columbia Hockey League (BCHL) auf, wo er bis 2020 aktiv war, sodass er in seiner Jugend nicht in der höherklassigen Western Hockey League (WHL) auflief. Nach seiner ersten Saison in Trail wurde er bereits ins All-Rookie Team der BCHL berufen, während ihm in der Spielzeit 2019/20 mit 101 Scorerpunkten in 52 Partien der Durchbruch gelang. Er wurde damit bester Torjäger (41), bester Vorbereiter (60) und somit auch Topscorer der Liga, sodass man ihn als wertvollsten Spieler der BCHL ehrte. Ferner berücksichtigte man ihn im BCHL First All-Star Team.
Anschließend ging Johnson einen für kanadische Spieler eher ungewöhnlichen Weg, indem er sich zur Saison 2020/21 an der University of Michigan einschrieb und somit in die National Collegiate Athletic Association (NCAA) wechselte, den US-amerikanischen College-Bereich. Dort lief er fortan für die Michigan Wolverines in der Big Ten Conference auf und überzeugte als Neuling prompt mit 27 Punkten in 26 Partien, sodass er ins All-Rookie Team gewählt wurde. Anschließend galt der Angreifer als eines der herausragenden Talente für den anstehenden NHL Entry Draft 2021, in dem ihn letztlich die Columbus Blue Jackets an fünfter Position auswählten. Vorerst kehrte er jedoch für ein weiteres Jahr nach Michigan zurück, an dessen Ende er mit den Wolverines die Meisterschaft der Big Ten Conference gewann. Im April 2022 unterzeichnete er dann einen Entry Level Contract bei den Blue Jackets und debütierte wenige Tage später in der National Hockey League (NHL).
Im weiteren Verlauf etablierte sich Johnson prompt im NHL-Aufgebot der Blue Jackets und beendete seine erste komplette Spielzeit dort mit 40 Punkten in 79 Einsätzen, womit er sich unter den fünf besten Rookie-Scorern der Liga platzierte. In der Saison 2023/24 wurde er für zehn Einsätze zum Farmteam geschickt, den Cleveland Monsters aus der American Hockey League (AHL), kam anschließend jedoch wieder regelmäßig in der NHL zum Einsatz. Im Juli 2024 unterzeichnete der Center zudem einen neuen Dreijahresvertrag in Columbus, der ihm ein durchschnittliches Jahresgehalt von 1,8 Millionen US-Dollar einbringen soll.

### International
Auf internationaler Ebene debütierte Johnson für die kanadische U20-Nationalmannschaft bei der aufgrund der COVID-19-Pandemie abgebrochenen U20-Weltmeisterschaft 2022. Auch gehörte er beim nachgeholten Turnier im August 2022 zum kanadischen Aufgebot und gewann dort mit dem Team die Goldmedaille. In der Zwischenzeit stand der Angreifer auch für die A-Nationalmannschaft seines Heimatlandes bei zwei großen Turnieren auf dem Eis, den Olympischen Winterspielen 2022 sowie der Weltmeisterschaft 2022. Dabei folgte auf einen olympischen sechsten Platz die Silbermedaille bei der Weltmeisterschaft.
In der Folge absolvierte der Stürmer auch die Weltmeisterschaft 2025.

## Erfolge und Auszeichnungen
| - 2019 BCHL All-Rookie Team - 2020 Wertvollster Spieler der BCHL - 2020 BCHL First All-Star Team | - 2021 Big Ten All-Rookie Team - 2022 Meisterschaft der Big Ten mit den University of Michigan |

### International
- 2022 Goldmedaille bei der U20-Weltmeisterschaft
- 2022 Silbermedaille bei der Weltmeisterschaft

## Karrierestatistik
Stand: Ende der Saison 2024/25

### International
Vertrat Kanada bei:
| - abgebr. U20-Weltmeisterschaft 2022 - Olympischen Winterspielen 2022 - Weltmeisterschaft 2022 | - U20-Weltmeisterschaft 2022 - Weltmeisterschaft 2025 |

(Legende zur Spielerstatistik: Sp oder GP = absolvierte Spiele; T oder G = erzielte Tore; V oder A = erzielte Assists; Pkt oder Pts = erzielte Scorerpunkte; SM oder PIM = erhaltene Strafminuten; +/− = Plus/Minus-Bilanz; PP = erzielte Überzahltore; SH = erzielte Unterzahltore; GW = erzielte Siegtore; 1 Play-downs/Relegation; Kursiv: Statistik nicht vollständig)